# ستان ويلسون
ستان ويلسون (بالإنجليزية: Stan Wilson)‏ هو لاعب كرة قدم أسترالية أسترالي، ولد في 12 أكتوبر 1912، وتوفي في 13 نوفمبر 2004.

## وصلات خارجية
- ستان ويلسون على موقع AustralianFootball.com (الإنجليزية)
- ستان ويلسون على موقع AFLtables.com (الإنجليزية)